# Wojciech Łączkowski
Wojciech Żelisław Łączkowski (ur. 3 października 1933 w Poznaniu, zm. 30 grudnia 2023 tamże) – polski prawnik i nauczyciel akademicki, profesor nauk prawnych, adwokat, sędzia Trybunału Konstytucyjnego, członek Rady Polityki Pieniężnej I kadencji.

## Życiorys
W 1955 ukończył studia prawnicze na Uniwersytecie Poznańskim. W latach 1959–1962 odbył aplikację adwokacką. W 1964 obronił doktorat, a w 1968 uzyskał habilitację. W 1977 otrzymał tytuł naukowy profesora w zakresie nauk prawnych. Specjalizował się w prawie administracyjnym i prawie finansowym. Pracował jako nauczyciel akademicki na macierzystej uczelni, od 1984 wykładał również na Katolickim Uniwersytecie Lubelskim. Na UAM sprawował funkcje prodziekana i dziekana Wydziału Prawa i Administracji, w latach 1981–1982 był prorektorem tej uczelni.
W 1989 był przewodniczącym Komitetu Obywatelskiego w Poznaniu. Od 1989 do 1997 pełnił funkcję sędziego Trybunału Konstytucyjnego. W latach 1994–1997 był przewodniczącym Państwowej Komisji Wyborczej. W latach 1998–2004 wchodził w skład Rady Polityki Pieniężnej I kadencji (z nominacji Senatu). W 2006 został wybrany na przewodniczącego Kościelnej Komisji Historycznej. Należał do Stowarzyszenia Polskich Prawników Katolickich, zasiadał w Komitecie Nauk Prawnych Polskiej Akademii Nauk.
Odznaczony Krzyżem Komandorskim Orderu Odrodzenia Polski (1997) i Medalem Komisji Edukacji Narodowej. W 2003 otrzymał odznakę honorową „Za zasługi dla bankowości Rzeczypospolitej Polskiej”. Był kawalerem Zakonu Rycerskiego Grobu Bożego w Jerozolimie oraz komandorem Rycerstwa Orderu Jasnogórskiej Bogarodzicy. W 2022 został honorowym obywatelem Poznania.
Był bratem Pawła Łączkowskiego.
Pochowany został na cmentarzu Junikowo w Poznaniu.